# Jacobus Polius
Jacobus Polius (* 1588/89 in Zülpich; † 6. Juni 1656 in Köln) war ein deutscher Ordensoberer und Geschichtsschreiber.
Polius wurde als Sohn des Wildbannschreibers Johann Pool geboren. Er wurde Guardian (Ordensoberer) des Franziskanerklosters Bethanien in Düren, heute Marienkirche. Außerdem war er Dürens erster Geschichtsschreiber. Später war er Chronist der Kölner Franziskaner-Ordensprovinz. 
Nach Jacobus Polius wurde in seiner Heimatstadt 1889 die Poliusstraße benannt.